# Max Klaas
Maximilian „Max“ Klaas (* 15. Juni 1993 in Hagen, Deutschland) ist ein deutscher Musiker und Percussionist.

## Werdegang
Max Klaas nahm von 1999 bis 2005 Schlagzeugunterricht an der Musikschule seiner nordrhein-westfälischen Heimatstadt Wetter. Ende 2005 wurde sein musikalisches Talent von dem in Köln lebenden marokkanischen Percussionisten Rhani Krija entdeckt, der zu seinem musikalischen Mentor wurde und ihn in Percussion unterrichtete. Außerdem wurde Klaas von Roland Peil aus Köln sowie von dem britischen Percussionisten Pete Lockett (Rhythm Magazine: Best Live Percussionist 2005) musikalisch gefördert. Letzterer hatte bei einem Schlagzeug und Percussion Seminar im Jahr 2006 an der Bayerischen Musikakademie in Marktoberdorf als Dozent mitgewirkt und war dabei auf den damals 13-jährigen Teilnehmer Max Klaas aufmerksam geworden. Klaas wurde daraufhin von Lockett zum Privatunterricht nach London eingeladen und von ihm insbesondere im Tabla-Spielen geschult.
Seit Anfang 2006 hatte Klaas zahlreiche öffentliche Auftritte als Percussionist und spielte im Zuge dessen bei Konzerten verschiedener Bands. Im April 2006 trat er erstmals im Fernsehen auf und war bei ProSieben in der von Stefan Raab moderierten Fernsehshow-Reihe TV total zu sehen. Im Mai 2006 brachte das Magazin drums&percussion einen Bericht über Klaas. 2007 spielte er als Percussionist unter anderem bei den Aufnahmen der CD-Produktion Coderas Chill-in Zone des Klarinettisten und Saxophonisten Wolf Codera.

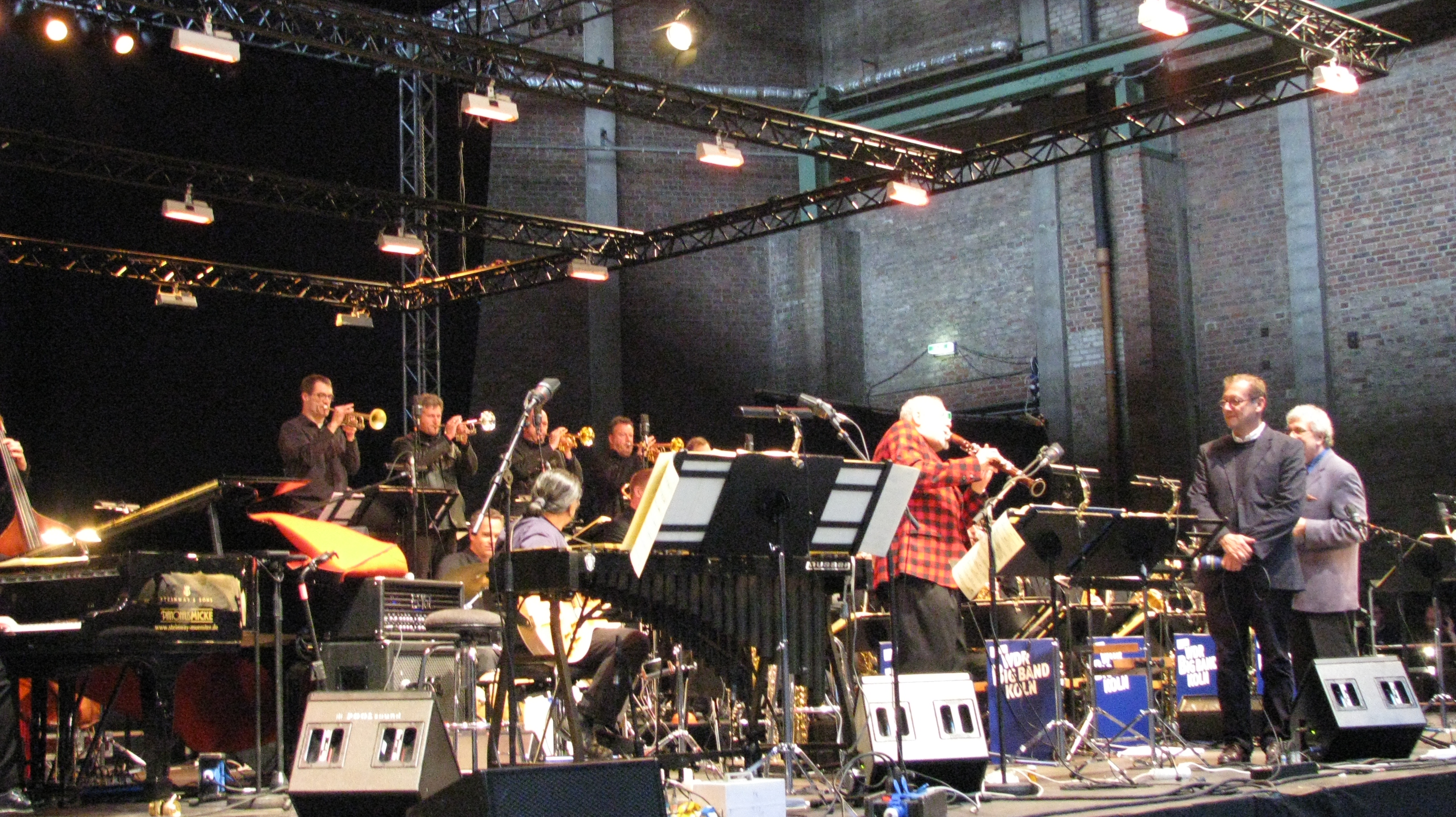
Die WDR Big Band Köln, mit der Klaas drei Auftritte hatte

Aufgrund einer Empfehlung von Rhani Krija wurde er von der WDR Big Band Köln eingeladen und wirkte bei drei Konzerten der Big Band im Januar 2008 im Rhein-Main-Gebiet mit. Von Wolf Codera wurde er für dessen Projekt Session Possible engagiert und tritt inzwischen als Percussionist regelmäßig bei Coderas Konzerten auf.
Im Juli 2008 wurde er vom Fernsehsender WDR 5 in der Magazinsendung Scala – Aktuelles aus der Kultur in einem Personenporträt (Scala-Debüt: Max Klaas) vorgestellt. Die deutsche Schlagzeug-Zeitschrift Sticks brachte im Septemberheft 2008 einen Artikel über Max Klaas.
Klaas qualifizierte sich in einem bundesweiten Wettbewerb für die Mitgliedschaft im Bundesjazzorchester (BuJazzO), dem er von 2008 bis 2010 angehörte. Dabei wurde er unter anderem von T. A. S. Mani und Ramesh Shotham in Percussion unterrichtet und spielte beim Abschlusskonzert zudem mit der indischen Sängerin R. A. Ramamani. Mit dem Bundesjazzorchester trat er 2011 in Bangalore, New Delhi, Chennai, Mumbai, Pune, Kolkata und Hyderabad auf.
Im Jahr 2009 erschien ein Interview mit Klaas im Xound Magazine (Januarheft) und er hatte neben weiteren Auftritten bei Coderas Session Possible-Projekt mehrere Live-Auftritte, wie bei Konzerten mit dem Jazz-Trio in Düsseldorf und der Schäl Sick Brass Band in Mülheim an der Ruhr, bei der Funkhaus Europa Party 2009 anlässlich des zehnjährigen Bestehens des Hörfunkprogramms Funkhaus Europa des WDR im Mai 2009, bei einem Projekt des Percussionsdozenten José J. Cortijo von der Hochschule für Musik und Darstellende Kunst Mannheim, bei den Percussion Sounds auf Schloss Ellwangen sowie beim 4. Brügger Musikfestival im schleswig-holsteinischen Brügge.
Klaas beherrscht verschiedene Percussions-Instrumente wie Derbouka, Tabla, Kanjira, Riqq, Congas, Bongos, Djembé, Timbales, Frame drum, Cajón. Als Percussionist spielte er inzwischen auf zahlreichen Konzerten mit verschiedenen Musikern und Sängern wie Rhani Krija, Roland Peil, Claus Fischer, WDR Big Band Köln, Wolf Codera, Felix Lehrmann, Dennis Hormes, Volkan Baydar, Mohamed Reda, Abdourahmane Diop, Xaver Fischer, HaGü Schmitz, Martin Ziaja, Mem Nahadr, Nico Santos, Alvaro Soler und Sarah Connor, wobei Klaas teilweise auch Solopartien absolvierte.
2016 erhielt er mit dem Royal Street Orchestra den Weltmusik-Preis Förder-Ruth, und 2018 wurde er mit der Band Cairo Steps für deren Verkäufe mit dem German Jazz Award ausgezeichnet.

## Diskographische Hinweise
- Wolf Codera: Coderas Chill-In Zone (Ganser & Hanke Media 2007)
- Henrik Freischlader: Still Frame Replay (Cable Car Records 2011)
- Phishbacher: Journey to Turtleland (Jazzsick Records 2012)
- BuJazzO: Vol. 10 Calcutta Ending (GMO 2013)
- Royal Street Orchestra: Live at Utopiastadt (Royal Street Records 2016)
- Quadro Nuevo, Cairo Steps: Flying Carpet (Fine Music/GLM 2017)